# Вотервліт (Нью-Йорк)
Вотервліт (англ. Watervliet) — місто (англ. city) в США, в окрузі Олбані штату Нью-Йорк. Населення — 10 375 осіб (2020).

## Географія
Вотервліт розташований за координатами 42°43′30″ пн. ш. 73°42′25″ зх. д. / 42.72500° пн. ш. 73.70694° зх. д. (42.724883, -73.707011).  За даними Бюро перепису населення США в 2010 році місто мало площу 3,82 км², з яких 3,48 км² — суходіл та 0,34 км² — водойми.

## Демографія
Згідно з переписом 2010 року, у місті мешкали 10 254 особи в 4827 домогосподарствах у складі 2385 родин. Густота населення становила 2684 особи/км².  Було 5306 помешкань (1389/км²).
Расовий склад населення:
| - 83,5 % — білих - 8,9 % — чорних або афроамериканців - 2,5 % — азіатів - 0,4 % — корінних американців - 1,6 % — осіб інших рас |

До двох чи більше рас належало 3,1 %. Частка іспаномовних становила 6,1 % від усіх жителів.
За віковим діапазоном населення розподілялося таким чином: 20,8 % — особи молодші 18 років, 65,7 % — особи у віці 18—64 років, 13,5 % — особи у віці 65 років та старші. Медіана віку мешканця становила 35,2 року. На 100 осіб жіночої статі у місті припадало 92,9 чоловіків;  на 100 жінок у віці від 18 років та старших — 89,0 чоловіків також старших 18 років.
Середній дохід на одне домашнє господарство  становив 57 549 доларів США (медіана — 49 887), а середній дохід на одну сім'ю — 66 809 доларів (медіана — 57 608). Медіана доходів становила 44 288 доларів для чоловіків та 36 935 доларів для жінок. За межею бідності перебувало 16,2 % осіб, у тому числі 24,2 % дітей у віці до 18 років та 7,4 % осіб у віці 65 років та старших.
Цивільне працевлаштоване населення становило 5548 осіб. Основні галузі зайнятості: освіта, охорона здоров'я та соціальна допомога — 24,0 %, роздрібна торгівля — 14,9 %, публічна адміністрація — 11,8 %, науковці, спеціалісти, менеджери — 10,1 %.